# Hildegard Moos-Heindrichs
Hildegard Moos-Heindrichs (* 6. April 1935 in Köln; † 18. Mai 2017) war eine deutsche Schriftstellerin und Lehrerin.

## Leben
Hildegard Moos-Heindrichs studierte nach dem Abitur Germanistik und Pädagogik an der Rheinischen Friedrich-Wilhelms-Universität Bonn. Bis 1990 wirkte sie als Lehrerin an diversen Schulen; seitdem war sie freie Schriftstellerin. Sie lebte bis zu ihrem Tod mit ihrem Mann, dem Bildhauer Helmut Moos, abwechselnd in Bonn und in einer historisch Wassermühle nahe dem Eifelort Urmersbach. Von ihren gemeinsamen vier Kindern ist die Tochter Veronika Moos Künstlerin.
Hildegard Moos-Heindrichs war Verfasserin von Kurzprosa, Satiren und Gedichten. Sie war Mitglied des Verbandes Deutscher Schriftsteller und der GEDOK. Im Jahr 2000 wurde sie als einzige Frau für den Rheinischen Literaturpreis Siegburg nominiert. Ein weiteres Mal wurde sie im Jahr 2007 mit ihren Kurzgeschichten nominiert.
Hildegard Moos-Heindrichs starb am 18. Mai 2017 im Alter von 82 Jahren und wurde auf dem Pfarrfriedhof Bonn-Beuel beigesetzt.

## Werke
- Kurzwaren, Köln 1986
- Knöpfe im Dutzend, Köln 1989
- Ich kriege die Motten, Köln 1992
- Über Tische und Bänke, Urmersbach 1994
- Sticheleien, Unkel/Rhein 1995
- Geschichten vom Beueler Maria, Siegburg 1999
- Das Mühlrad ist zerbrochen, Briedel/Mosel 2000
- Es ist ein Moos entsprungen, Bad Honnef 2004
- Heimspiele, Bad Honnef 2008